# Moby Grape (album)
Albums de Moby Grape
Wow/Grape Jam
(1968)
Moby Grape est le premier album du groupe éponyme, sorti en 1967.

## L'album
Il atteint la 24e place du Billboard 200 en septembre 1967.  
En 2003, le magazine Rolling Stone le classe à la 121e place de son classement des 500 plus grands albums de tous les temps, et à la 124e place de son classement 2012.  
Il fait aussi, parmi d'autres classements critiques, partie des 1001 albums qu'il faut avoir écoutés dans sa vie. 

### Titres
Tous les titres sont de Jerry Miller et Don Stevenson, sauf mentions. 

#### Face A
1. Hey Grandma (2:43)
2. Mr. Blues (Bob Mosley) (1:58)
3. Fall on You (Peter Lewis) (1:53)
4. 8:05 (2:17)
5. Come in the Morning (Mosley) (2:20)
6. Omaha (Skip Spence) (2:19)
7. Naked, If I Want To (Miller) (0:55)

#### Face B
1. Someday (Miller, Stevenson, Spence) (2:41)
2. Ain't No Use (1:37)
3. Sitting by the Window (Lewis) (2:44)
4. Changes (3:21)
5. Lazy Me (Mosley) (1:45)
6. Indifference (Spence) (4:14)

### Musiciens
- Peter Lewis : guitare rythmique, chant
- Bob Mosley : basse, chant
- Jerry Miller : guitare, chant
- Skip Spence : guitare rythmique, chant
- Don Stevenson : batterie, chant